# Traité de Picquigny
Londres (1474)
Le traité de Picquigny est un traité de paix signé le 29 août 1475 entre le roi de France Louis XI et le roi d'Angleterre Édouard IV à Picquigny en Picardie (aujourd'hui dans le département de la Somme). 
Il met formellement fin à la guerre de Cent Ans, qui, sur le plan militaire, s'était achevée en 1453 avec la bataille de Castillon et la prise de Bordeaux.

## Contexte (1453-1474)
- Rois de France : Charles VII, né en 1403 (1422-1461), Louis XI, né en 1423 (1461-1481)
- Rois d'Angleterre : Henri VI (maison de Lancastre), né en 1421 (1422-1461, d'abord sous la régence de son oncle Jean de Lancastre, et 1470-1471), Édouard IV (maison d'York), né en 1442 (1461-1470 et 1471-1483)
- Ducs de Bourgogne : Philippe le Bon, né en 1396 (1419-1467), Charles le Téméraire, né en 1433 (1467-1477)[1]. En 1468, Charles le Téméraire épouse Marguerite d'York (1446-1503), sœur d'Édouard IV.

### France et Angleterre
La guerre de Cent Ans s'achève par la conquête par Charles VII du duché d'Aquitaine, dernier fief détenu en France par les rois d'Angleterre (depuis le mariage d'Aliénor d'Aquitaine avec Henri Plantagenêt en 1152). Bayonne est prise en 1451, puis, après la bataille de Castillon (17 juillet 1453), Bordeaux (5 octobre), capitale du duché. 
Ses troupes chassées d'Aquitaine, le roi d'Angleterre ne conserve plus dans le royaume de France que Calais, conquise en 1346 au début de la guerre de Cent Ans et que Charles VII renonce à attaquer, y ayant subi un échec en 1436.
Peu après, le royaume d’Angleterre entre dans une période de guerre civile entre les maisons de Lancastre (Henri VI) et d'York, la guerre des Deux-Roses (1455-1485).

### Rois de France et ducs de Bourgogne
Le duc de Bourgogne Philippe le Bon a été un ennemi de Charles VII depuis l'assassinat de son père Jean sans Peur (1419). Après avoir combattu sans réserve aux côtés des Anglais (traité de Troyes, 1420), il conclut cependant la paix en 1435 par le traité d'Arras. 
Ce traité est respecté par Philippe le Bon, mais après l'avènement de Louis XI, Charles le Téméraire, prince héritier de Bourgogne, se lance aux côtés d'autres féodaux français (le duc Louis d'Orléans, le duc François II de Bretagne) dans une conspiration contre Louis XI qui culmine en 1465 avec la guerre du Bien Public. 
Après la mort de Philippe le Bon, le conflit entre Louis XI et Charles le Téméraire devient crucial pour le roi de France. Le duc de Bourgogne dispose en effet d'une véritable puissance, menaçant son pouvoir à l'est et au nord.  
De 1468 à 1472, Louis XI subit une série d'échecs (traité de Péronne en 1468, perte des villes de Picardie en 1472). La trêve conclue en 1472 est renouvelée en 1474 pour une année. Mais Charles ne renonce pas à ses objectifs : relier la Bourgogne (française et impériale) et les Pays-Bas bourguignons.

### Alliance d'Edouard IV avec Charles le Téméraire (1474)
Le roi d’Angleterre Édouard IV, vainqueur de Henri VI (mort en 1471), voit dans le conflit franco-bourguignon une occasion de reconquérir les domaines continentaux perdus par ses prédécesseurs. Le 25 juillet 1474, il signe un traité d’alliance avec Charles le Téméraire, en s'engageant à débarquer à Calais avec une armée en cas de reprise de la guerre. 
Mais Charles s'engage alors dans les guerres de Bourgogne (1474-1477), qui l'opposent aux Cantons suisses confédérés et à différents féodaux du Saint-Empire, en 1475 autour de la ville de Neuss (au nord de Cologne).

## Reprise de la guerre franco-bourguignonne

### Offensive française en Picardie (début mai 1475)
La trêve renouvelée le 13 juin 1474 entre le roi de France et le duc de Bourgogne prend fin le 1er mai 1475. Après avoir tenté de prolonger cette période d'accalmie, par crainte d'une invasion anglaise, Louis XI profite de l'éloignement de Charles le Téméraire à Neuss pour prendre les devants et lancer une offensive en Picardie afin de reprendre les villes perdues en 1472 et y appliquer une politique de la terre brûlée.
Le 2 mai, les troupes royales s'emparent du château de Tronchoy, puis de Montdidier (5 mai). Le lendemain, elles obtiennent la reddition de Roye, puis celle du château de Moreuil. Le 8 mai, elles atteignent Corbie qui résiste pendant trois jours avant de capituler. De là, ils traversent la Somme pour prendre la ville d'Ancre avant de mettre le siège devant Doullens qui se soumet rapidement. 
Afin de priver les anglais de ressources et forteresses pendant leur offensive, Louis XI ordonne la destruction des remparts et des maisons des villes conquises (à l'exception des églises). De nombreux habitants se réfugient à Amiens où ils reçoivent un accueil mitigé.
Le connétable Saint-Pol qui joue une double jeu avec le duc de Bourgogne, conseille à Louis XI de se rendre en Normandie en justifiant cela par un possible débarquement anglais dans cette région. Il lui propose même de continuer les opérations sur Abbeville et Péronne, dernières places fortes tenues par les Bourguignons sur la Somme. Par prudence, le roi accepte et quitte la Picardie avec son armée le 29 mai 1475.

### Deuxième offensive en Picardie (juin)
Après plusieurs semaines d'attente, Louis XI reçoit des informations plus précises sur les Anglais qui s'apprêtent à débarquer à Calais. Il décide de renvoyer ses troupes en Picardie et somme le connétable de Saint-Pol, resté inactif à Saint-Quentin, d'attaquer Avesnes-sur-Helpe. Celui-ci fait mine d'obéir au roi mais à peine après avoir amorcé le siège de la ville, rebrousse chemin prétextant une tentative d'assassinat.
Dans le même temps, Louis XI ordonne à l'amiral Louis de Bourbon-Roussillon qui est avec lui en Normandie, de se lancer sur Arras tout en appliquant la terre brulée. Sur sa route, Bourbon fait incendier les villes d'Eu, Cayeux-sur-Mer et Saint-Valery. Il traverse la Somme à Pont-Rémy, évitant le gué de Blanquetaque pas assez sûr pour une grande troupe et Abbeville trop bien défendue. 

### Offensive en Artois (fin juin)
Il continue d'avancer en brûlant Saint-Riquier, Le Crotoy puis Rue jusqu'à Hesdin et arrive devant Arras le 27 juin 1475. Aussitôt, les Bourguignons font une sortie pour repousser les troupes royales, mais tombent dans une embuscade qui leur causa 1 500 morts et où sont faits prisonniers plusieurs nobles dont Jacques de Luxembourg, gouverneur de la ville et frère du connétable. 
Ne pouvant s'emparer de la ville, Bourbon fait incendier les environs puis retourne en Picardie.

## Intervention anglaise (juillet-août)

### Débarquement des troupes anglaises à Calais (début juillet)
C'est à ce moment que les troupes anglaises commencent à débarquer à Calais. Edouard IV arrive le 6 juillet 1475 accompagné de ses frères, les ducs de Clarence et de Gloucester, avec une armée de 20 000 hommes. 
Ils sont accueillis par leur sœur Marguerite d'York épouse de Charles le Téméraire. Celui-ci vient de lever le siège de Neuss. Il rejoint ses alliés anglais le 14 juillet, sans son armée.

### Attitude réservée de Charles le Téméraire
Pressé d'en découdre, Édouard IV voit cependant la situation se détériorer rapidement. À cause de la stratégie de la terre brûlée, l’armée anglaise commence à manquer de vivres, et le soutien des nobles français, garanti par le duc de Bourgogne, fait défaut. Pire encore, le duc de Bourgogne ne semble pas vouloir respecter les conventions de leur accord en réunissant leurs forces. S'étant aventuré en Lorraine et parti guerroyer sur le Rhin son armée est à ce moment dans un état déplorable, incapable de mener une grande campagne de conquête. 
De plus, le duc n'est pas très accueillant envers ses alliés, préférant loger dans ses demeures au lieu de les accompagner sur la route de Picardie. Lorsque l'armée arrive à Péronne le 6 août 1475, il interdit aux soldats anglais d'entrer dans la ville et les fait camper à l'extérieur. 
A ce moment, il promet au roi d'Angleterre de lui livrer la ville de Saint-Quentin tenue par le connétable Saint-Pol, avec qui il a des accointances. Cependant, ménagé par Louis XI, le connétable se rétracte et accueille les Anglais à coups de canons lorsqu'ils arrivèrent en toute confiance devant les portes de la ville.

### Propositions de négociations de Louis XI
Habile politique, Louis XI voit alors là l'occasion de briser l’alliance anglo-bourguignonne. Il offre au roi d’Angleterre de racheter à prix d’or son rembarquement. Pour cela, il épuise le trésor du royaume et multiplie les emprunts. Furieux d’avoir été abandonné par son ancien allié bourguignon et conscient de l'infériorité de son armée, Édouard IV accepte de traiter avec le roi de France,.

### Rencontre de Picquigny
Une rencontre est organisée entre les deux rois le 29 août 1475 à Picquigny, près d’Amiens, sur l'île de la Trève, entre les deux rives de la Somme.

Pour éviter tout incident ou un meurtre comme celui de Jean sans Peur lors d’une entrevue avec Charles VII à Montereau, un solide treillage en bois est construit afin de séparer les deux rois. Dans ses mémoires, Philippes de Commynes note ce qui suit : 

« Une fois l’endroit choisi, on décida d’y faire un pont fort solide […]. Au milieu de ce pont fut aménagé un treillis de bois comme on en fait pour les cages de lions. »

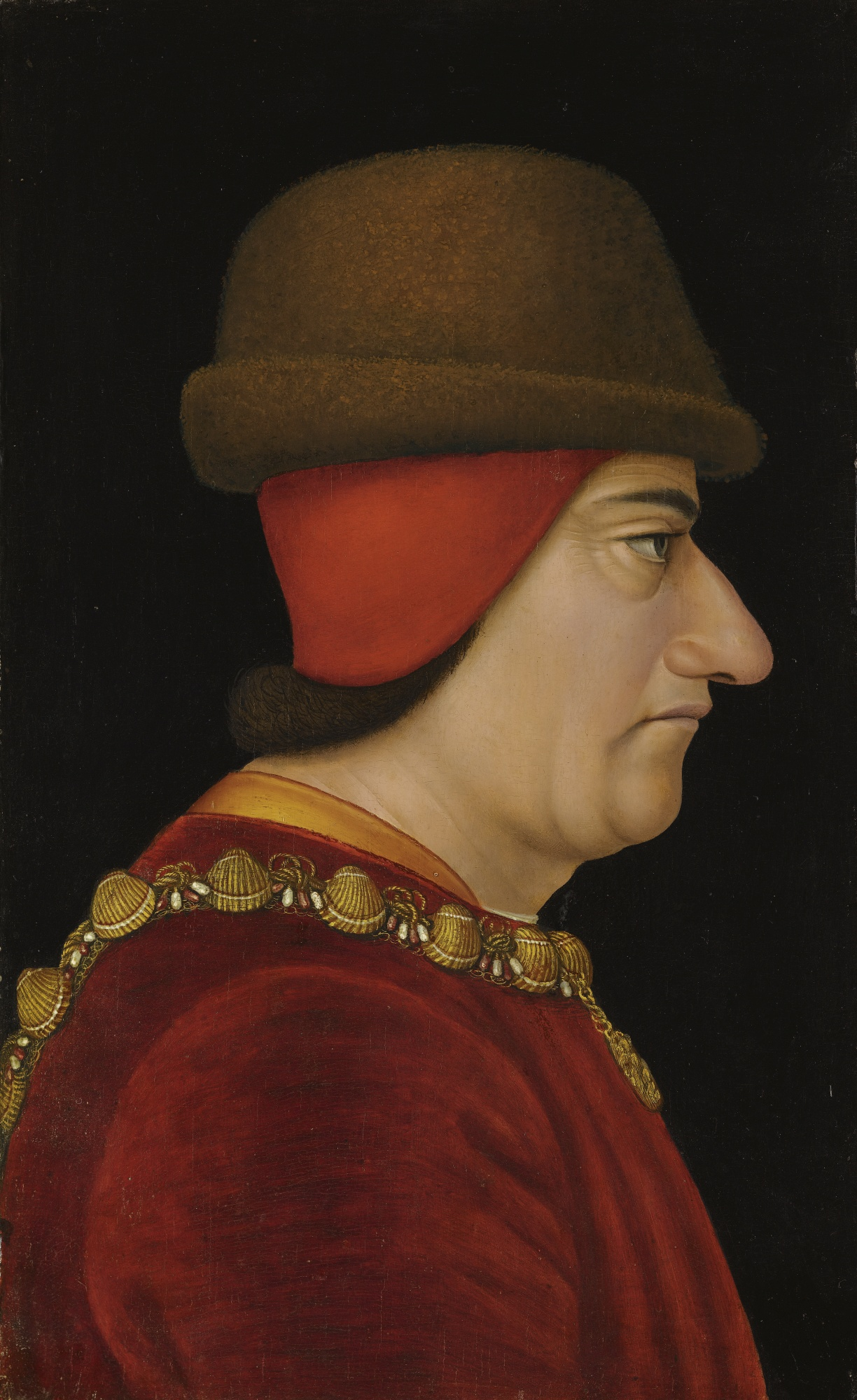
Louis XI, roi de France.
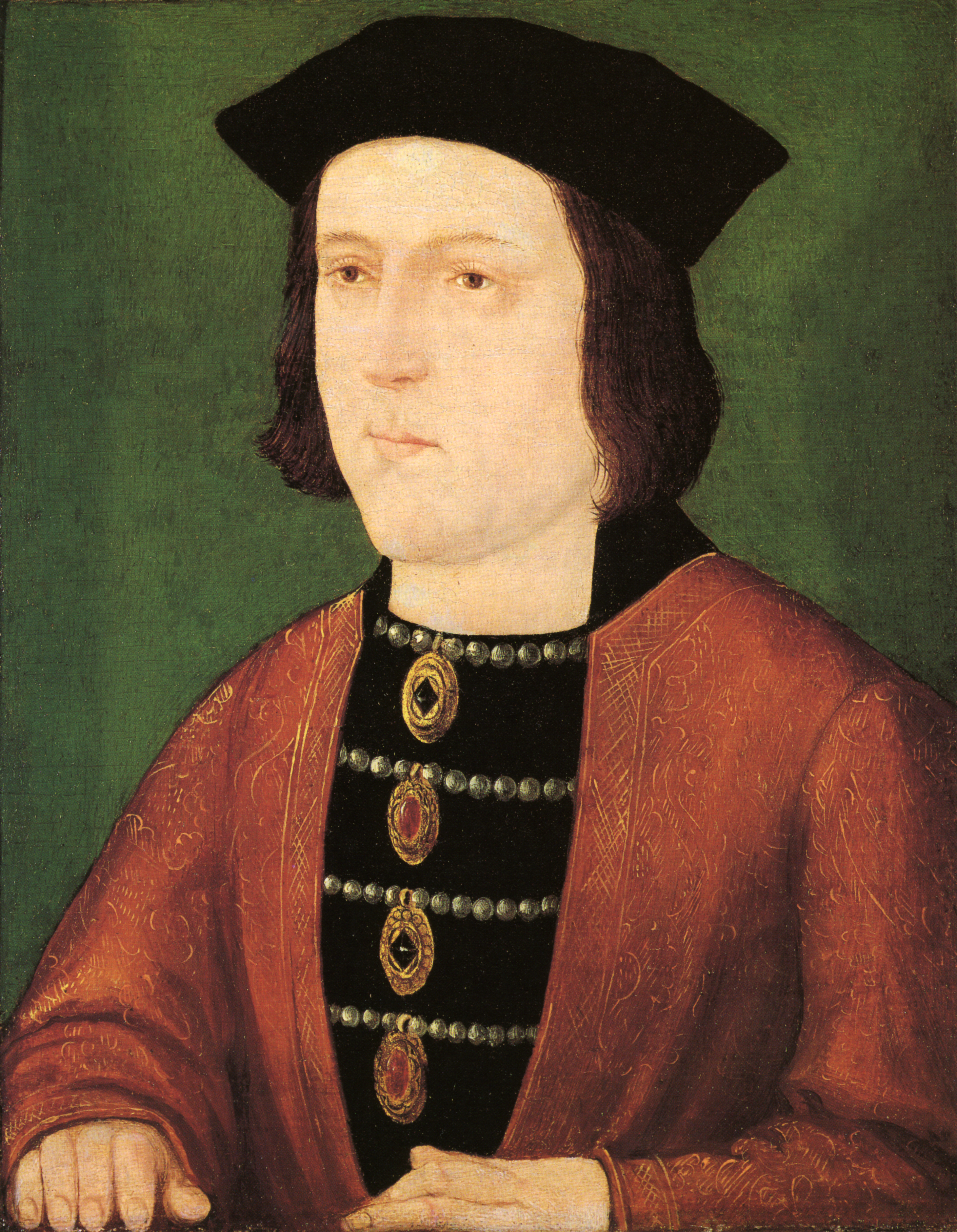
Édouard IV, roi d'Angleterre.

## Contenu du traité

### Clauses principales
- Édouard IV s'engage à rentrer en Angleterre avec son armée et renonce à son alliance avec le duc de Bourgogne ;
- Il reconnait Louis XI comme roi légitime de France (le point central de la guerre de Cent Ans était la prétention des rois d'Angleterre à être plus légitimes sur le trône de France que la maison de Valois, issue de Philippe VI, roi à partir de 1328) ;
- Louis XI verse à Édouard IV une somme de 75 000 écus d'or et s'engage à lui verser une pension annuelle de 50 000 écus d'or (soit la promesse totale de cinq cent mille écus[9]) ;
- il est convenu que le dauphin Charles épousera la fille aînée d'Édouard, Élisabeth[8] (elle épousera en fait Henri VII d'Angleterre) ;

### Clauses annexes
- Louis XI, qui est le fils de Marie d'Anjou, sœur de René d'Anjou, roi de Naples (en titre), duc d'Anjou et comte de Provence, accepte de payer la rançon (50 000 écus[10]) exigée pour sa cousine Marguerite d'Anjou, veuve du roi Henri VI d'Angleterre, prisonnière à la tour de Londres depuis 1471. Le roi René n'a en effet pas eu les moyens de payer cette somme. En contrepartie, Louis XI a obtenu de lui la cession de l'Anjou à la couronne, en l'absence d'héritier mâle. Libérée le 29 janvier 1476, Marguerite (1430-1482) se réfugie à la cour de son père à Aix.

## Conséquences

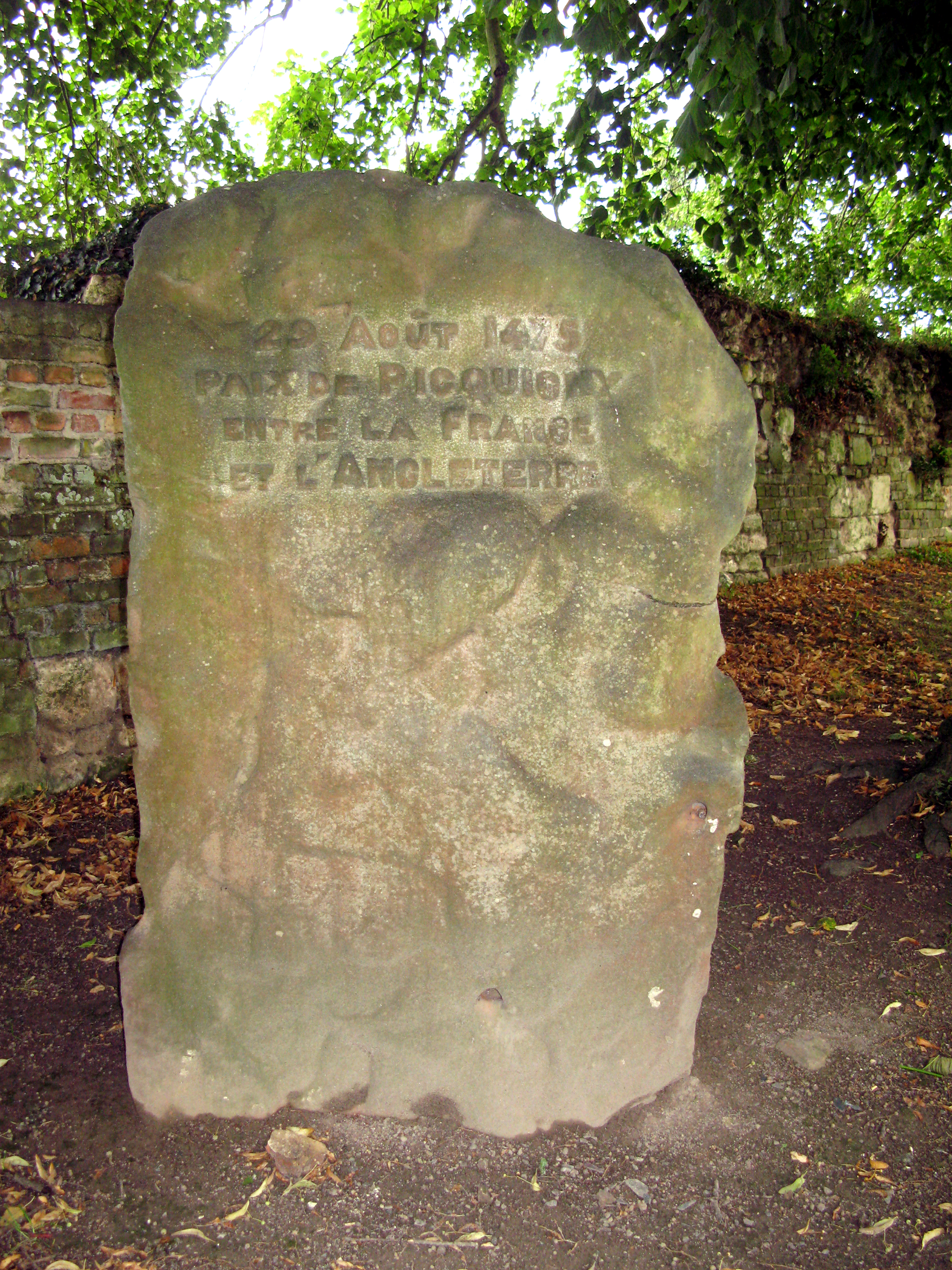
Stèle commémorative du traité de Picquigny.

### Festivités de paix
Grâce aux talents de négociateur de Louis XI, l'attaque anglaise se termine sans victime. 
Les deux armées festoient ensemble pendant toute une journée dans la campagne de Picquigny. « D'eau n'était nouvelles », plaisante ainsi le chroniqueur Philippe de Commynes. Le roi embauche même des filles de joie de Paris, chargées de satisfaire les soldats anglais.

### Relations franco-anglaises après Picquigny
Les Anglais rembarquent définitivement, ne conservant en France que Calais, qui ne sera reprise qu'en 1558 par Henri II, lors de la onzième guerre d'Italie.
Ce traité contente les deux parties : Édouard IV d'Angleterre prétend recevoir ainsi un tribut de la France[réf. nécessaire], tandis que Louis XI affirme fournir une pension à son sujet le roi d'Angleterre[réf. nécessaire]. 

### Relations entre Louis XI et Charles le Téméraire: le traité de Soleuvre
Le traité de Picquigny met le roi de France, débarrassé de la menace anglaise, en meilleure position pour affirmer son autorité sur ses grands vassaux, en premier lieu sur Charles le Téméraire.
Celui-ci, se voyant abandonné par le roi d’Angleterre, conclut avec Louis XI le traité de Soleuvre (13 septembre 1475), qui établit une nouvelle trêve, la septième entre la Bourgogne et la France depuis quatorze ans, et garantit à Charles le Téméraire la neutralité de Louis XI en cas d'attaque du duché de Lorraine (ce qui aboutira seize mois plus tard à la mort du duc de Bourgogne à Nancy, le 5 janvier 1477).
Peu après Soleuvre, Louis XI conclut un traité avec le duc de Bretagne François II (traité de Senlis, 29 septembre 1475).

## Mémoire
- Dans l'enceinte du château de Picquigny, une stèle rappelle la signature du traité.
- Panneau explicatif de la signature du traité de Picquigny sur les bords de la Somme.
- La Poste a émis le 3 juillet 2017 un bloc de timbres-poste, dont l'un en commémoration du traité, dans la série Les Grandes Heures de l'histoire de France. On y voit les deux rois se serrant la main à travers le treillis de bois.
- Le 2 septembre 1975 est organisé une commémoration des 500 ans du Traité dont l'INA garde une archive de l'émission de FR3 Picardie intitulée : Cérémonie des 500 ans du traité de Picquigny